# UWA World Heavyweight Championship
L'UWA World Heavyweight Championship (Campeonato Mundial peso Completo de UWA in lingua spagnola) è stato un titolo della federazione messicana Universal Wrestling Association ripreso poi da altre federazioni messicane ed utilizzato fino al 2004.

## Storia
Originariamente promosso dalla Universal Wrestling Association fino all'anno della sua chiusura (1995) e da allora difeso nel circuito indipendente messicano fino al 1999 quando fu utilizzato dal Consejo Mundial de Lucha Libre (CMLL) ed Asistencia Asesoría y Administración (AAA) nei casi in cui il campione in carica lavorasse per conto di queste federazioni. 

El Canek ad esempio, oltre ad averlo detenuto per 15 volte fu il campione che mantenne attivo il titolo anche dopo la chiusura di UWA.

## Albo d'oro
| Lottatore                                                                         | Regni | Data              | Luogo             | Note |
| --------------------------------------------------------------------------------- | ----- | ----------------- | ----------------- | --- |
| Lou Thesz                                                                         | 1     | 15 agosto 1977    |                   | Fu insignito del titolo dopo aver combattuto contro Mil Máscaras ed aver siperato il tempo limite.                                                                                   |
| El Canek                                                                          | 1     | 27 agosto 1978    | Città del Messico | |
| Tiger Jeet Singh                                                                  | 1     | 17 febbraio 1980  | Città del Messico | |
| Antonio Inoki                                                                     | 1     | 13 aprile 1980    | Città del Messico | |
| Tiger Jeet Singh                                                                  | 2     | 24 ottobre 1980   | Okinawa, Giappone | |
| El Canek                                                                          | 2     | 15 febbraio 1981  | Naucalpan         | |
| Riki Choshu                                                                       | 1     | 23 luglio 1982    | Città del Messico | |
| El Canek                                                                          | 3     | 26 settembre 1982 | Città del Messico | |
| Tatsumi Fujinami                                                                  | 1     | 1º maggio 1983    | Città del Messico | |
| El Canek                                                                          | 4     | 12 giugno 1983    | Città del Messico | |
| Vacante                                                                           |       | 4 ottobre 1983    |                   | El Canek rese vacante il titolo per poter fare una tournée in Giappone che poi divenne più corta del previsto e poté rientrare in Messico per partecipare al torneo di assegnazione. |
| Enrique Vera                                                                      | 1     | 23 ottobre 1983   | Naucalpan         | Sconfisse El Canek e Dos Caras. |
| Dos Caras                                                                         | 1     | 26 febbraio 1984  | Naucalpan         | |
| El Canek                                                                          | 5     | 24 giugno 1984    | Naucalpan         | |
| Scorpio                                                                           | 1     | 30 aprile 1985    | Città del Messico | |
| El Canek                                                                          | 6     | 30 giugno 1985    |                   | |
| Dos Caras                                                                         | 2     | 30 dicembre 1986  | Naucalpan         | |
| El Canek                                                                          | 7     | Aprile 1987       |                   | |
| The Killer                                                                        | 1     | 1987              |                   | |
| El Canek                                                                          | 8     | 1987              |                   | |
| Perro Aguayo                                                                      | 1     | 4 marzo 1988      |                   | |
| El Canek                                                                          | 9     | 5 maggio 1998     |                   | |
| Big Van Vader                                                                     | 1     | 22 novembre 1989  | Naucalpan         | |
| El Canek                                                                          | 10    | 9 dicembre 1990   | Città del Messico | |
| Dos Caras                                                                         | 3     | 2 febbraio 1992   | Naucalpan         | |
| El Canek                                                                          | 11    | 5 luglio 1992     | Naucalpan         | |
| Canadian Vampire Casanova                                                         | 1     | 31 gennaio 1993   | Naucalpan         | |
| El Canek                                                                          | 12    | 19 dicembre 1993  | Naucalpan         | |
| Yamato                                                                            | 1     | 14 marzo 1994     | Puebla            | |
| El Canek                                                                          | 13    | 18 marzo 1994     | Nezahualcóyotl    | |
| Chiusura di UWA - il titolo continua ad essere disputato presso altre federazioni |       |                   |                   | |
| Cadaver de Ultratomba                                                             | 1     | 15 agosto 1988    | Tehuacán          | |
| El Canek                                                                          | 14    | 6 settembre 1999  | Tehuacán          | Disputato in Asistencia Asesoría y Administración |
| Cibernético                                                                       | 1     | 20 gennaio 2002   | Salamanca         | Disputato in Asistencia Asesoría y Administración |
| El Canek                                                                          | 15    | 15 novembre 2002  | Orizaba           | Disputato in Asistencia Asesoría y Administración |
| Dr. Wagner, Jr.                                                                   | 1     | 18 giugno 2004    | Città del Messico | Disputato al CMLL "Infierno en el Ring (2004)" |
| Ad oggi il titolo non è più stato disputato                                       |       |                   |                   | |